# Burgers-ENR

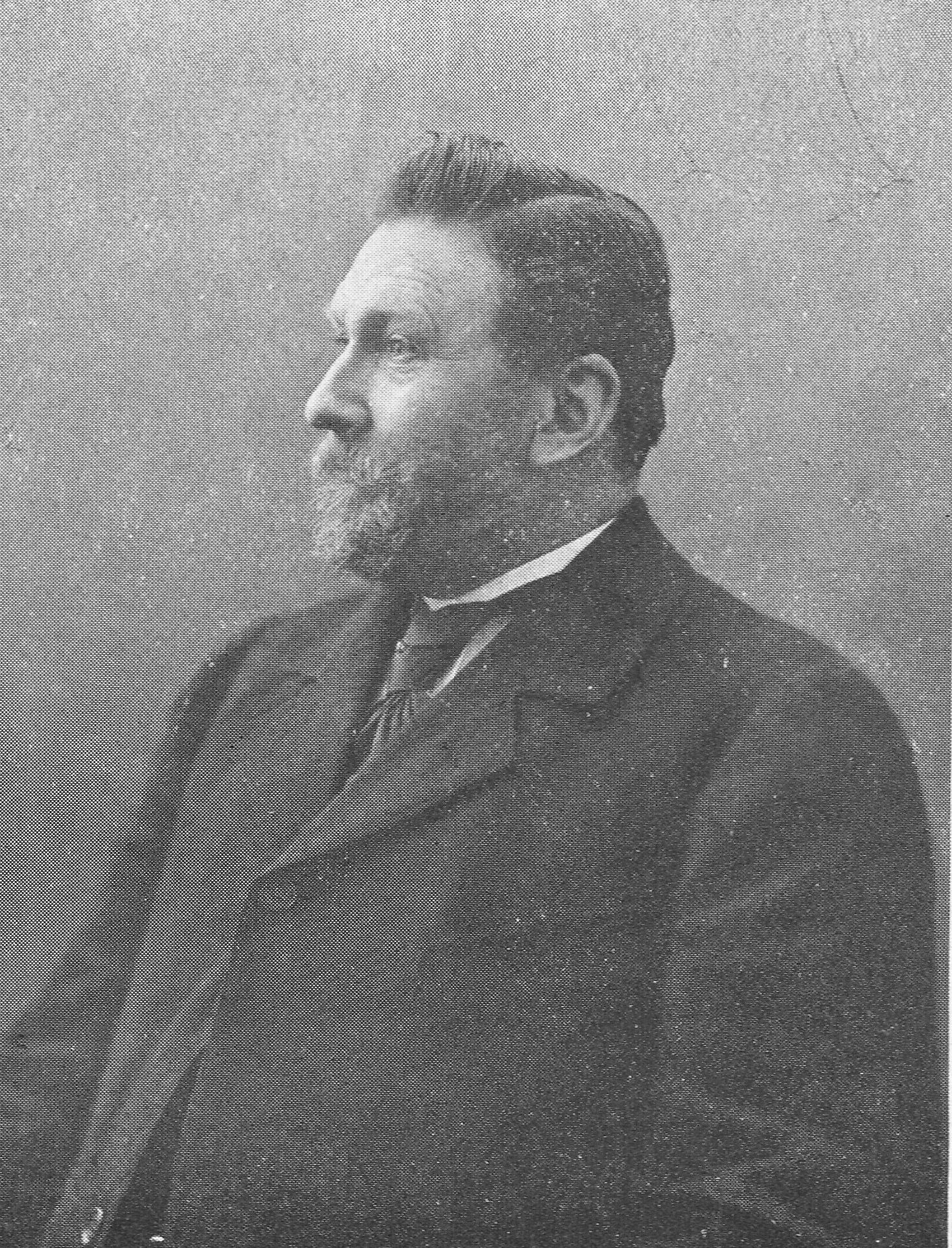
Portret van Hendrikus Burgers

Burgers-ENR is een historisch Nederlands merk van fietsen en motorfietsen uit Deventer. De firma Burgers was actief van 1869 tot 1961, voornamelijk als producent van fietsen. In 1961 volgde liquidatie, het merk was verkocht. Burgers-ENR staat voor de in 1906 opgerichte nv Eerste Nederlandsche Rijwiel- en Machinefabriek v/h H. Burgers, naar de oprichter Hendrikus Burgers.

## Oprichting
De Eerste Nederlandsche Fabriek van Vélocipèdes (in 1896 omgezet in de nv Eerste Nederlandsche Rijwielenfabriek) werd opgericht door de Deventer rijtuigsmid Hendrikus Burgers (1843–1903). Hij kocht in 1869 een Engelse vélocipède en opende in hetzelfde jaar een smederij waar hij ook de fiets ging namaken, spoedig in grotere aantallen. Burgers ging zich uiteindelijk volledig op de productie van fietsen toeleggen (jaarproductie 1874: 138 vélocipèdes). Het bedrijf was nog redelijk bescheiden in omvang, met 20 arbeiders in 1889. In 1892 opende een nieuwe fabriek aan Achter den Broederen, waar 20 mensen werkten. In 1896 werd een alweer nieuwe fabriek geopend. In totaal waren er nu 130 medewerkers en produceerde men 2.500 fietsen per jaar. De productie kon tot maximaal 6.000 fietsen per jaar worden uitgebreid. Er werden spoedig ook motorfietsen gebouwd en in 1900 zelfs een auto. Een belangrijke autofabrikant is Burgers echter nooit geworden.

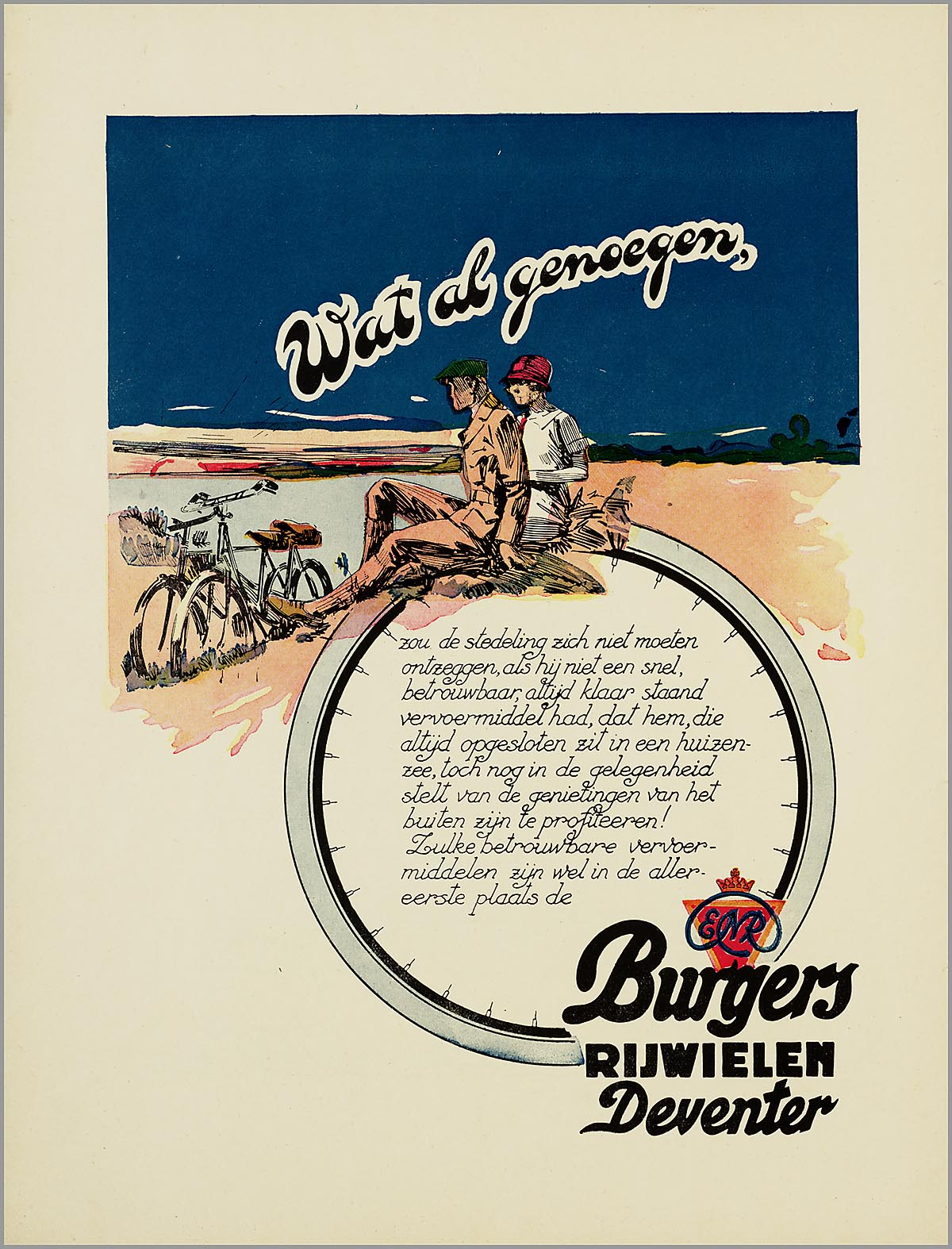
Affiche uit omstreeks 1913.

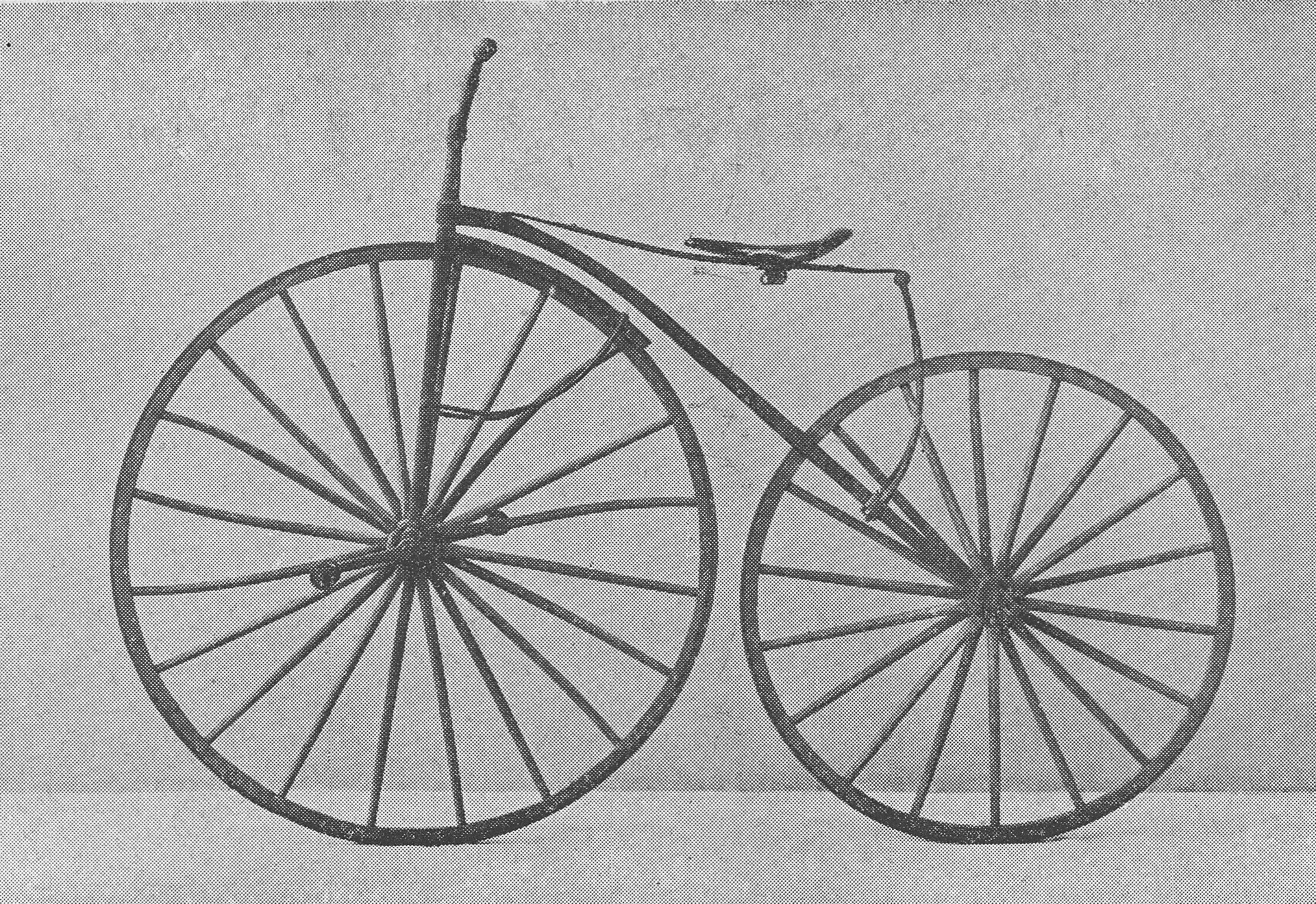
Burgers Model 2 (omstreeks 1870)

In 1897 werd een cardanfiets op de markt gebracht, de eerste ter wereld: de Acatène. Burgers kwam ook later met diverse vindingen. Op basis van de aanwezige kennis en ervaring met fijnmechanica volgden in 1898 de productie van vleessnijmachines en circa 1910 van naaimachines. Daarnaast werd een keur aan meer eenvoudige metaalproducten vervaardigd als strosnijders, hoepelwalsen, groentemolens en hekwerken.

## Verder verloop
De stichter werd na zijn dood opgevolgd door A J W Beers en G J B Burgers die in 1909 plaats maakten voor G W J (Gerard) Kilsdonk (1876-1955). Ondertussen was de uitbreiding van het productieprogramma vertaald in de naamgeving van de onderneming die in 1906 voortgezet werd als Eerste Nederlandsche rijwiel- en machinefabriek,voorheen H. Burgers. In 1920 kwam een productievestiging in Roermond die in 1923 werd uitgebreid met de overname van een voormalige meelfabriek. In 1925 waren hier 100 personen werkzaam. In 1928 werd een nieuwe fabriek in Deventer geopend. In 1931 werd een rijwiel met hulpmotor getoond en een eigen snelweger. Directeur Kilsdonk werd in 1945 gearresteerd wegens collaboratie: Hij was NSB'er.
In de naoorlogse periode moest Burgers zijn vooraanstaande positie prijsgeven. Zowel bij de ontwikkeling van de bromfiets als van de sportfiets liep men achteraan. De Raad van Commissarissen wilde Burgers, in het belang van de aandeelhouders, doen fuseren of liquideren. In 1961, na jaren van krimp - er werden nog 15.000 fietsen per jaar geproduceerd -, werd Burgers te koop aangeboden aan, en overgenomen door de kleine fietsenfabriek M. Pon te Amersfoort. Pon nam de merknaam, voorraden en deel personeel over, het bedrijf werd omgezet in een onroerend goedmaatschappij. Een deel verkocht Pon aan het Apeldoornse filiaal van de Rotterdamse rijwielfabrikant Juncker. In de jaren 80 van de 20e eeuw ging ook Pon failliet. De merknaam Burgers werd daarna nog gevoerd door Union. Vanaf 1992 worden de Burgers-fietsen geproduceerd door WSB in Drachten.

## Motorfietsen

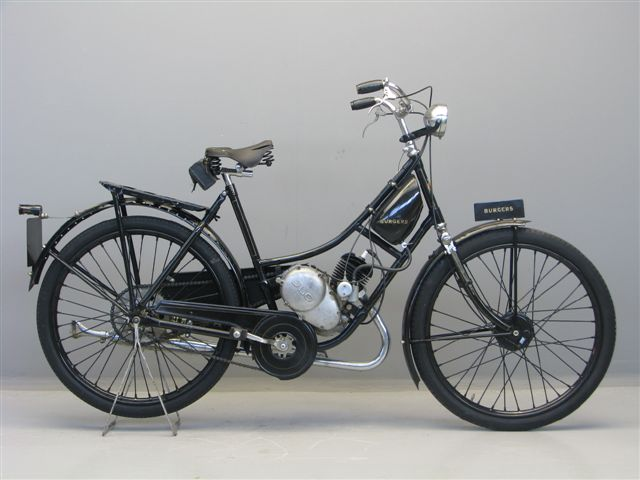
Burgers damesmodel uit 1934 met een 100 cc ILO tweetaktmotortje.

Burgers paste al vrij vroeg eigen motorblokken toe, hoewel in de eerste bromfietsmodellen Fafnir-blokken zaten. Later werden ook 676 cc JAP V-twins en 497 cc Blackburne-eencilindermotoren gebruikt. Op het laatst was er een model met 246 cc Vitesse-tweetaktmotor.
De motorfietsfabricage eindigde in 1924 maar moet later (rond 1930) weer opgestart zijn want er werden toen lichte motorfietsen met Sachs-, ILO-, en Villiers-motoren van 60- tot 124 cc en bromfietsen met ILO- en Sachs-blokken geproduceerd. In 1951 kwam de Burgers Fluisterfiets op de markt. Deze fiets werd aangedreven door een 38 cc Küchen-motor (Burgers was importeur van Küchen-motoren). De motor was in het achterwiel gemonteerd, hoewel er later nog een model kwam met het blokje voor de trapperas. Op last van de Raad van commissarissen werd de productie al weer in 1953 gestaakt.

## Trivia
In 1871 richtte een commissaris van de fabriek, J.A. Coldewey, samen met een groep andere jongemannen de Deventerse vélocipèdeclub Immer Weiter op, die als Nederlands eerste wielerclub wordt beschouwd.